# Arithmetische combinatoriek
In de wiskunde is de arithmetische combinatoriek een vakgebied op het snijvlak van getaltheorie, combinatoriek, ergodische theorie en harmonische analyse.

## Domein
Arithmetische combinatoriek gaat over combinatorische schattingen die verband houden met rekenkundige bewerkingen (optellen, aftrekken, vermenigvuldigen en delen). Additieve combinatoriek is het speciale geval wanneer het alleen om de bewerkingen van optellen en aftrekken gaat.

## Belangrijke resultaten

### De stelling van Szemerédi
De stelling van Szemerédi is een resultaat in rekenkundige combinatoriek met betrekking tot rekenkundige rijen in deelverzamelingen van gehele getallen. In 1936 vermoedden Erdős en Turán dat elke reeks gehele getallen A met een positieve natuurlijke dichtheid een rekenkundige rij van k term bevat voor elke k. Dit vermoeden, dat de stelling van Szemerédi werd, veralgemeent de stelling van Van der Waerden.

### De stelling van Green-Tao
De stelling van Green-Tao stelt dat de reeks priemgetallen willekeurig lange rekenkundige rijen bevat. Met andere woorden, er bestaan rekenkundige rijen van priemgetallen, met k-termen, waarbij k elk natuurlijk getal kan zijn. Het bewijs is een uitbreiding van de stelling van Szemerédi.

## Voorbeeld
In deze paragraaf wordt een voorbeeld gegeven van het soort vragen dat de arithmetische combinatoriek behandelt.
Als A een verzameling N gehele getallen is, hoe groot of klein kan de somverzameling
{\displaystyle A+A:=\{x+y:x,y\in A\},}
de verschilverzameling
{\displaystyle A-A:=\{x-y:x,y\in A\},}
en de productverzameling
{\displaystyle A\cdot A:=\{xy:x,y\in A\}}
zijn, en hoe verhouden de groottes van deze verzamelingen zich tot elkaar?

## Uitbreidingen
De verzamelingen die worden bestudeerd kunnen ook deelverzamelingen zijn van andere algebraïsche structuren dan de gehele getallen, bijvoorbeeld groepen, ringen en lichamen.